# HAL Laboratory
HAL Laboratory (jap. 株式会社HAL研究所, Kabushiki-gaisha HAL Kenkyūjo, engl. HAL Laboratory, Inc.) ist ein japanischer Spieleentwickler.
Als Partnerstudio von Nintendo ist HAL für einige der beliebtesten Spiele für Nintendo-Systeme verantwortlich. Bekannt ist das Unternehmen vor allem für Kirby, den Protagonisten der gleichnamigen Spielreihe, die bereits zahlreiche Titel umfasst. Auch die Super-Smash-Bros.-Ableger von N64 und GameCube wurden von HAL entwickelt. Die Adventures-of-Lolo-Reihe zählt ebenfalls zu den Werken des Entwicklerstudios. HAL war darüber hinaus noch an der Entwicklung weiterer bekannter Spiele beteiligt, darunter Pokémon Stadium für Nintendo 64.
Der Name „HAL“ wurde gewählt, weil sich diese Buchstaben im Alphabet genau eine Stelle vor den Buchstaben I, B und M befinden und das Unternehmen damit ausdrücken wollte, dass sie dem Computerhersteller IBM immer genau einen Schritt voraus sind.

## Spiele
| - Billiards - Bowling - Jupiter Lander - Le Mans - Mole Attack - Money Wars - Pool - Pinball Spectacular - Road Race - Slalom - Stellar Triumph - Balance - Butamaru Pants - Cue Star - Dragon Attack - Dunk Shot - Eggerland Mystery - Eggerland 2 - Fruit Search - Gall Force - Heavy Boxing - Hole in One - Hole in One Professional - Inside the Karamaru - Inspecteur Z - Mr. Chin - Pachipro Densetsu - Picture Puzzle - Roller Ball - Space Maze Attack - Space Trouble - Step Up - Super Billiards - Super Snake - Swimming Tango - Tetsuman - The Roving Planet Styllus - Hole in One Special - Zukkoke Yajikita Onmitsudoutyuu - Mr. Ninja - Ashura's Chapter | - Adventures of Lolo - Adventures of Lolo 2 - Adventures of Lolo 3 - Air Fortress - Day Dreamin' Davey - Defender II - Kabuki Quantum Fighter - Kirby's Adventure - Joust - Metal Slader: Glory - Millipede - Mother/EarthBound Beginnings - NEW Ghostbusters II - Rollerball - Skyscraper - Vegas Dream - World Rally Championship - Alcahest - Arcana - Mother 2/Earthbound - Hal's Hole in One - Hyperzone - Kirby no Kirakira Kizzu - Kirby Super Star - Kirby's Dream Course - Kirby's Dream Land 3 - Super Dunk Shot - SimCity 2000 - Vegas Stakes - Kirby 64: The Crystal Shards - Pokemon Snap - Pokemon Stadium - Pokemon Stadium 2 - Shigesato Itoi's No. 1 Bass Fishing - Super Smash Bros. - Kirby Air Ride - Super Smash Bros. Melee | - Adventures of Lolo - Ghostbusters II - Kirby's Block Ball - Kirby's Dream Land - Kirby's Dream Land 2 - Kirby's Pinball Land - Kirby's Star Stacker - Pinball: Revenge of the Gator - Shanghai - Trax - Pinball: Revenge of the Gator - Battland - Kirby & the Amazing Mirror - Kirby: Nightmare in Dream Land - Luna Blaze - Mother 3 - Kirby Canvas Curse - Kirby Mouse Attack (in den USA als "Kirby Sqeak Squad" erschienen) - Kirby Super Star Ultra - Pokémon Ranger - Pokémon Ranger Finsternis über Almia - Hu PGA Tour Power Golf 2: Golfer - Kirby und das magische Garn (Gemeinsam mit Good-Feel Co., Ltd.) - Kirby's Adventure Wii - Kirby: Triple Deluxe - Boxboy! - Kirby: Planet Robobot - Kirby und der Regenbogen-Pinsel - Kirby Star Allies - BoxBoy! + BoxGirl! - Kirby und das vergessene Land |